# Diego de Arana
 (mai 2020).
Si vous disposez d'ouvrages ou d'articles de référence ou si vous connaissez des sites web de qualité traitant du thème abordé ici, merci de compléter l'article en donnant les références utiles à sa vérifiabilité et en les liant à la section « Notes et références ».
Diego de Arana (Cordoue, 1468 - La Navidad, 1493) est un navigateur qui a accompagné Christophe Colomb à bord du Santa Maria.

## Biographie
Il était le cousin de Beatriz Enríquez de Arana, la maitresse de Christophe Colomb.
Il était capitaine et maître de justice de l'Armada. 
Lors du premier voyage vers la découverte de l'Amérique, dans la nuit du 25 décembre 1492, la caravelle Santa Maria fait naufrage et Christophe Colomb est contraint d'abandonner 39 de ses hommes sur l'île d'Hispaniola, qu'ils viennent de découvrir. Avec quelques débris et planches de bois ces 39 marins ont construit La Navidad, un fort qui devait leur permettre de survivre en attendant le retour de Colomb.
Ce ne fut cependant pas le cas et tous les membres de ce premier établissement permanent étaient morts lors du passage de la seconde expédition fin 1493.